# Brave CF 37
Brave CF 37 var en MMA-gala som arrangerades av Brave Combat Federation och i sin första tappning skulle arrangeras tillsammans med svenska organisationen AK Fighting Championships den 18 april 2020 i Solna, Sverige.
På grund av den världsomspännande coronapandemin sköts galan först upp för att sedan ställas in helt. Istället anordnades den i en helt ny tappning med ett helt nytt kort 1 augusti 2020. Galan sändes via Fite.tv och BravecfTV.com

## Ursprungliga kortet
Huvudmatchen var planerad att vara en titelmatch i superweltervikt mellan den jordanske mästaren Jarrah Hussein Al-Silawi och den obesegrade tjetjensvenske utmanaren Khamzat Chimaev.

### Ändringar ursprungliga kortet
MMAnytt meddelade 24 januari att Nabbe Malki, AK Fightings mellanviktsmästare i A-klass, skulle proffsdebutera på galan och möta peruanen Jeanpier Basauri i weltervikt. Men 6 februari meddelade MMAnytt att Malki dragit sig ur matchen på grund av att den krockade med hans barns födelse.
Brave meddelade själva via instagram 16 februari 2020 att en mellanviktsmatch mellan jordanske Hashem Arkhagha och svenske Diego Gonzalez lagts till kortet.
Andreas Ståhl skulle mött Louis Glissman i superweltervikt meddelades via twitter 27 februari.
Bilal Tipsaev skulle möta Marco Zanetti i bantamvikt meddelade Brave via twitter 29 februari.
En helsvensk match annonserades 2 mars då Brave via twitter lät meddela att Eli Elias skulle mött Morteza Arabzadeh i bantamvikt.
3 mars twittrade Brave ut att Amir Albazi kontrakterats att möta Abdul Hussein i flugvikt.
Bellator-veteranen Malin Hermansson skulle mött Manon Fiorot i flugvikt meddelade Brave 4 mars via twitter.
Tvåfaldige thaiboxningsvärldsmästaren Hamza Bougamza skulle MMA-debutera mot Moustapha Aida i bantamvikt lät Brave meddela via twitter 5 mars.

### Inställt
15 mars lät Brave CF meddela att de ställt in alla sina framtida galor på grund av rådande coronapandemi.

## Nytt datum, nytt kort, ny plats
I juli meddelades det att Brave CF hade återupptagit sina galor och att Brave CF 37 återigen var tänkt att gå av stapeln i Sverige. Nu dock med nytt kort, på en ny plats och på ett nytt datum.

## Resultat
1. ↑   119 lb